# Dániel Berzsenyi
Dániel Berzsenyi (IPA: ˈdaːniɛl ˈbɛrʒɛɲi, przybliżona polska wymowa: ['daanjel 'berżeni], ur. 7 maja 1776 we wsi Hetye (obecnie: Egyházashetye), zm. 24 lutego 1836 we wsi Nikla) – węgierski poeta, tworzący na granicy epok klasycyzmu i romantyzmu.
Postać Berzsenyiego była pełna sprzeczności; jako szlachcic z prowincji prowadził spokojne, wiejskie życie gospodarza, jednocześnie zaś pragnął być blisko wydarzeń węgierskiej literatury. Konflikt ten, co do którego Berzsenyi sądził, że uda mu się go rozwiązać, uczynił go poetą samotnym, introwertycznym i zgorzkniałym. Jego dzieła noszą znamiona klasycyzmu, sentymentalizmu i romantyzmu.

## Życie
Berzsenyi pochodził z rodziny szlacheckiej. Przez wiele lat nie brał żadnego udziału w węgierskim życiu literackim. Jego działalność poetycka odkryta została przez przypadek, a znana stała się dzięki wysiłkom Ferenca Kazinczyego, centralnej postaci ówczesnej węgierskiej literatury. Jedyny wydany za życia autora tomik poezji Berzsenyiego opublikowano w 1813 r. W roku 1817 Ferenc Kölcsey, inny ważny poeta węgierski owego okresu, ogłosił swoją, bardzo krzywdzącą, recenzję poezji Berzsenyiego (zarzucał mu m.in. stosowanie wyrazów pochodzenia dialektalnego, co było odstępstwem od reguł klasycyzmu). Dotknięty do żywego tą niesprawiedliwą krytyką, Berzsenyi dosłownie zaprzestał wszelkiej literackiej aktywności na 8 lat, angażując się wyłącznie w pisanie wyczerpującej rozprawy-odpowiedzi na zarzuty adwersarza; podkreślał w niej m.in. swoistość, oryginalność (rysa wyraźnie romantyczna) własnych utworów. Tzw. "Antyrecenzja" opublikowana została w 1825 roku. Sam Kölcsey jednak w owym ośmioletnim okresie diametralnie zmienił swoje poglądy i przeszedł na pozycje stricte romantyczne. Sam nie zgodziłby się już z własną recenzją, odpowiedź Berzsenyiego nie miała zatem większego sensu – jednak pochłonięty pisaniem, urażony poeta nie zdawał sobie z tego sprawy.

## Twórczość
Dzieło i filozofia rzymskiego poety Horacego – stoickie odrzucenie silnych emocji, umiłowanie zasady złotego środka – zdeterminowało życie i twórczość Berzsenyiego. Większość współczesnych mu krytyków opisywało go jako epigona (pozbawionego oryginalności imitatora) Horacego. Często obierał dla swych wierszy formy antyczne i z sukcesem adaptował je do języka węgierskiego.
Klasycyzm Berzsenyiego inspirowany był Horacym oraz węgierskim poetą Benedekiem Virágiem, lecz jego osobowość znacząco odbiegała od ducha starożytnej poezji. Za antyczną formą jego wierszy dostrzegamy nie klasyczną harmonię i równowagę, lecz tęsknotę za tymi wartościami. Pod względem treści wiersze Berzsenyiego należą już do epoki romantyzmu.
Jego utwory są zarazem klasycystyczne i romantyczne, podobnie jak on sam był jednocześnie wiejskim gospodarzem i wrażliwym poetą – z wolna jednak jego ideały podkopywać zaczęła rzeczywistość. Miejsce marzeń zajęło rozczarowanie, cierpienie wywołane utratą złudzeń. W wierszu Barátaimhoz ("Do mych przyjaciół") nazywa swoje niegdysiejsze uczucia i marzenia bezcelowymi i wspomina swoje dawne dzieła.